# Bindax dalat
Espèce
Bindax dalat est une espèce d'araignées aranéomorphes de la famille des Salticidae.

## Distribution
Cette espèce est endémique de la province de Lâm Đồng au Viêt Nam,. Elle se rencontre dans le parc national de Bidoup Núi Bà.

## Description
La carapace de la femelle holotype mesure 3,35 mm de long sur 2,60 mm et l'abdomen 4,00 mm de long sur 2,65 mm.

## Systématique et taxinomie
Cette espèce a été décrite par Logunov en 2024.

## Étymologie
Son nom d'espèce lui a été donné en référence au lieu de sa découverte, le plateau de Đà Lạt.

## Publication originale
- (en) Logunov, « Jumping spiders (Araneae: Salticidae) of the Bidoup–Nui Ba National Park, Lam Dong Province, Vietnam », Arachnology, vol. 19, no 8,‎ 2024, p. 1074-1099